# Georges Clerc
 (janvier 2022).
Pour l’article ayant un titre homophone, voir Georges Clair.
Georges Clerc, né le 11 juillet 1922 à Fribourg et mort le 26 novembre 2012,, est un haut fonctionnaire fribourgeois. Il est chancelier d'État de 1969 à 1985. 

## Biographie
Il est marié à Anne-Marie Nussbaumer. 

## Source
- Georges Andrey, John Clerc, Jean-Pierre Dorand et Nicolas Gex, Le Conseil d’État fribourgeois : 1848-2011 : son histoire, son organisation, ses membres, Fribourg, Éditions de la Sarine, 2012,  (ISBN 978-2-88355-153-4)